# Рогатинська районна рада
Рогатинська райо́нна ра́да — районна рада Івано-Франківської області.